# 巴山榧树
巴山榧树（学名：Torreya fargesii）为红豆杉科榧树属下的一个种。

## 扩展阅读
- 維基物種上的相關：巴山榧树